# Walter Alvarez
Walter Alvarez, ameriški geolog in geofizik, * 3. oktober 1940, Berkeley, Kalifornija, ZDA.

## Življenjepis
Walter je sin fizika, nobelovca Luisa Walterja Alvareza.
Diplomiral je leta 1962 iz geologije na Carletonovem koledžu (Carleton College) v Northfieldu, Minnesota. Leta 1967 je doktoriral, prav tako iz geologije, na Univerzi v Princetonu.
Skupaj z očetom sta znana po svoji teoriji, da je meja med krednimi in terciarnimi (K-T) nivoji usedlin neobičajno bogata z iridijem. Ker lahko najdemo iridij v nekaterih tipih asteroidov, sta domnevala, da je ta plast posledica trka asteroida. Ta dogodek naj bi se zgodil nekako pred 65 milijoni leti in tedaj naj bi izginilo približno 85 % vseh bioloških vrst, vključno z dinozavri (glej izginotje dinozavrov).
Alvarez je profesor geologije in geofizike na Univerzi Kalifornije v Berkeleyu.